# Stijn Spierings
Stijn Spierings (* 12. März 1996 in Alkmaar) ist ein niederländischer Fußballspieler. Er steht in Dänemark bei Brøndby IF unter Vertrag und ehemaliger niederländischer Nachwuchsnationalspieler.

## Karriere

### Verein
Stijn Spierings wurde, nachdem er bei den Kolping Boys in seiner Geburtsstadt Alkmaar mit dem Fußballspielen begann, in der Fußballschule des ortsansässigen Erstligisten AZ Alkmaar ausgebildet und debütierte am 13. Februar 2015 im Alter von 18 Jahren in der Eredivisie, als er beim 2:4 im Heimspiel gegen PSV Eindhoven in der 88. Minute für Robert Mühren eingewechselt wurde. Nachdem er dort – wenn überhaupt – nur in der zweiten Mannschaft zum Einsatz gekommen war, wurde Spierings am 1. Februar 2016 an den Zweitligisten Sparta Rotterdam verliehen. Auch hier sammelte er hauptsächlich in der zweiten Mannschaft Spielpraxis und wurde in der ersten Mannschaft oft eingewechselt, nur am letzten Spieltag bei der 2:3-Niederlage gegen den Nachbarn FC Dordrecht stand er in der Startelf und erzielte dabei ein Tor. Sparta Rotterdam stieg zum Saisonende in die Eredivisie auf und in der Folgesaison kam Stijn Spierings regelmäßig zum Einsatz. Mit sieben Scorerpunkten in 22 Einsätzen trug der mittlerweile gekaufte offensive Mittelfeldspieler zum Klassenerhalt der Rotterdamer bei. In der Folgesaison lief es für Spierings nicht rund und Einsätze für die zweite Mannschaft keine Seltenheit. Auch für Sparta Rotterdam lief es nicht rund und sie mussten als Vorletzter der Abschlusstabelle in die Auf-und-Abstiegs-Play-offs, in der sie im Finale dem FC Emmen unterlagen und somit wieder den Gang in die zweite niederländische Liga antreten mussten. Trotz des Abstiegs blieb er in der Hafenstadt, doch nach einem halben Jahr entschloss sich Stijn Spierings für einen Vereinswechsel.
Am 7. Januar 2019 schloss er sich dem Ligakonkurrenten RKC Waalwijk an. Dort erkämpfte sich Spierings einen Stammplatz und trug mit sechs Vorlagen und sieben erzielten Toren in 18 Partien zur Qualifikation für die Auf-und-Abstiegs-Play-offs bei, in der sich die Waalwijker gegen NEC Nijmegen, Excelsior Rotterdam und Go Ahead Eagles Deventer durchsetzten und somit in die Eredivisie aufstiegen. Im Finalrückspiel bei Go Ahead Eagles gewann RKC Waalwijk nach einem 0:0 im Hinspiel nach einem dramatischen Spiel mit 5:4, wobei Spierings das 2:0 und in der fünften Minute der Nachspielzeit das wichtige Tor zum 4:4 erzielte. Auch in der Eredivisie war er Stammspieler.
Dennoch entschloss sich Stijn Spierings in der Wintertransferperiode für einen Wechsel und er schloss sich in Bulgarien Lewski Sofia an. Danach wechselte er zum FC Toulouse. Nach knapp drei Jahren verließ er Toulouse und der RC Lens nahm den Spieler unter Vertrag.
Nachdem er die ersten vier Spiele der neuen Saison für Lens gespielt hatte, erfolgte für den Rest der Saison 2023/24 eine Ausleihe zurück an Toulouse. Ende August 2024 wechselte er ablösefrei zu Brøndby IF in die 1. dänische Liga.

### Nationalmannschaft
Im Jahr 2012 absolvierte Stijn Spierings drei Spiele für die U17-Nationalmannschaft seines Geburtslandes. Auch für die U18-Junioren der Niederlande kam er zu mindestens einem Einsatz. 2014 spielte Spierings in drei Partien für die U19-Auswahl. Nach seinen Auftritten für die U19 absolvierte er fünf Einsätze für die niederländische U20-Nationalmannschaft im Jahr 2015.

## Erfolge
Sparta Rotterdam
- Niederländischer Zweitligameister: 2016

FC Toulouse
- Französischer Pokalsieger: 2023